# Clemente Juan Rodríguez
Clemente Juan Rodríguez (Buenos Aires, Argentina el 31 de juliol del 1981) és un futbolista argentí, ja retirat, que jugava de defensa.

## Carrera esportiva

### Club
Nascut a Buenos Aires, va debutar a la lliga amb el Boca Juniors el 10 de desembre de 2000. Poc a poc es va consolidar com un jugador important per l'equip. El 2003 va formar part de l'equip del Boca que va guanyar la Copa Intercontinental.
El 2004 va fitxar per l'Spartak de Moscou, però va tornar al Boca cedit per al Clausura 2007. Per a la temporada 2007-08 va jugar com a cedit a l'Espanyol.
L'agost de 2009 va tornar a l'Argentina per jugar a l'Estudiantes de La Plata. Posteriorment, l'agost del 2010, va tornar a jugar amb el Boca Juniors.
El 24 de juny de 2013 va signar un contracte de dos anys amb el São Paulo. El 7 d'abril de 2014, després de gairebé un any jugant al São Paulo, Rodríguez, va ser cedit al Boca Juniors.
El 2020 acabà la seva carrera esportiva jugant al club bolivià Ciclon de Tárija i al Deportivo Merlo.

### Internacional
Rodríguez va formar part de l'equip de futbol olímpic argentí que va guanyar la medalla d'or als Jocs Olímpics d'Estiu de 2004. Va ser convocat per jugar la Copa del Món de la FIFA 2010 i entre el 2003 i el 2013 va jugar un total de 20 partits amb la selecció argentina.

## Palmarès
| Títol                 | Club         | País      | Any         |
| --------------------- | ------------ | --------- | ----------- |
| Torneig Apertura      | Boca Juniors | Argentina | 2000        |
| Copa Libertadores     | Boca Juniors | Argentina | 2001        |
| Torneig Apertura      | Boca Juniors | Argentina | 2003        |
| Copa Libertadores     | Boca Juniors | Argentina | 2003        |
| Copa Intercontinental | Boca Juniors | Argentina | 2003        |
| Medalla d'or          | Argentina    | Argentina | Atenes 2004 |
| Copa Libertadores     | Boca Juniors | Argentina | 2007        |